# Monteggio
Monteggio (fino al 1819 Albio; in dialetto ticinese Montégg) è una frazione di 896 abitanti del comune di Tresa
nel Canton Ticino, nel distretto di Lugano.

## Geografia fisica
Monteggio è situato nel Malcantone lungo le rive del fiume Tresa, per cui il suo territorio comunale confinava con l'Italia. Vi si trovano tre dogane, a Cassinone, a Ponte Cremenaga e a Fornasette, la più antica.

## Storia
Il comune fu un tempo feudo dei Sessa. A partire dal XV secolo i duchi di Milano gli concessero lo status di terra privilegiata, affidandogli il compito di difendere e mantenere efficiente la strada che segue il percorso della Tresa. Nel 1511 diventò territorio svizzero e, a partire dal 1584, i cantoni sovrani confermarono lo statuto garantito dal Ducato di Milano chiedendo in cambio che il comune versasse ogni due anni un contributo ai sindacatori (ambasciatori-ispettori). Lo status di terra privilegiata venne meno con la proclamazione della Repubblica Elvetica.
Originariamente comune autonomo, nel 2021 il comune di Monteggio venne fuso con i comuni di Croglio, Ponte Tresa e Sessa, per formare il nuovo comune di Tresa.

### Simboli
Il comune aveva uno stemma così blasonato: inquartato a croce di S. Andrea, di nero e rosso; al capo d'oro all'aquila di nero. L'arma proviene dal Codice Cremosano (1673) che dà « Monteggi » (fig. 118, p. 95).".

## Monumenti e luoghi d'interesse

### Architetture religiose

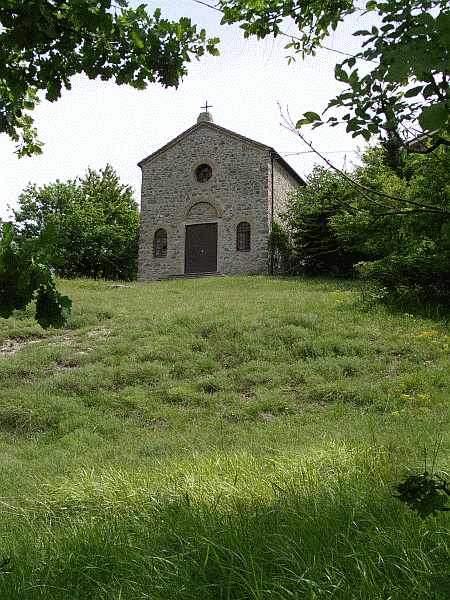
La chiesetta di Sant'Adalberto

- Chiesetta di Sant'Adalberto, attestata dal 1428[1], ex cappella dei feudatari Sessa[senza fonte];
- Oratorio di Santa Maria in località Ramello, eretto alla fine del XVI secolo in stile tardobarocco[senza fonte];
- Oratorio di Santa Rita da Cascia in località Termine[senza fonte];
- Cappella della Madonna del Rosario in località Termine[senza fonte];
- Oratorio di San Valentino in località Crocivaglio, eretto in stile tardobarocco fra il 1777 e il 1783[senza fonte];
- Oratorio in località Pirla, sconsacrato[senza fonte].

### Architetture civili
- Ruderi del Castello d'Albio[1];
- Case in località Busino con meridiane floreali sulla facciata[senza fonte];
- Antico mulino in località Busino[senza fonte];
- Fonderia d'oro in località Ramello, già a servizio della miniera Costa di Sessa, risalente al 1861 e ridotta a rudere: della struttura resta il camino dell'ex fornace[senza fonte];
- Villa Donati in località Molinazzo, abitazione civile costruita fra il 1885 e il 1890[senza fonte];
- Antico mulino in località Molinazzo[senza fonte];
- Fontana coperta, già lavatoio, in località Termine, a ridosso della cappella della Madonna del Rosario[senza fonte];
- Casa colonica in località Crocivaglio, con l'affresco Madonna in trono col Bambino, san Rocco e il committente[senza fonte];
- Casa Passera in località Crocivaglio, costruita nel XVII secolo[senza fonte];
- Casa in località Rancina, con l'affresco Madonna col Bambino e tre santi[senza fonte];
- Casa in località Persico, del XVII secolo[senza fonte];
- Casa in località Persico, con un portico diviso da arcate, un loggiato colonnato e una meridiana a scudo sulla facciata[senza fonte];
- Fornaci in località Fornasette[senza fonte];
- Cinque mulini, tre torchi, due magli, tre peschiere e una segheria in località Fornasette[senza fonte];
- Deposito del sale in località Lisora[senza fonte];
- Casa in località Lisora, con il dipinto murale, ora danneggiato, Madonna e due santi[senza fonte];
- Villaggio Bosco della Bella, composto da 27 case di legno realizzate nel 1962 per la Pro Juventute[5].

## Società

### Evoluzione demografica
L'evoluzione demografica è riportata nella seguente tabella:
Abitanti censiti

## Geografia antropica

### Frazioni
Monteggio contava 26 frazioni: Bosco, Bruciata (Brusata), Busino, Cassinone, Castello,Crocivaglio, Fonderia, Fornasette, Genestraio, Isole, Lisora, Molinazzo, Monteggio,Persico, Pirla, Ponte Cremenaga, Ramello, Rancina, Ressiga, Roncaccio, Ronchetto, Rovedera, Selvacce, Suino, Termine, Tiradelza.

## Amministrazione
Ogni famiglia originaria del luogo faceva parte del cosiddetto comune patriziale e aveva la responsabilità della manutenzione di ogni bene ricadente all'interno dei confini del comune. Il Patriziato di Monteggio è estinto.